# 王逸舟
王逸舟（1957年—），河南人，生於武漢。中國政治學家，國際關係學家。獲有中國社會科學院博士。
王逸舟現任北京大学国际关系学院副院长，分管科研工作。曾任中國社會科學院世界經濟與政治所副所長、博士班導師。曾在美歐與台灣知名學術機構訪問研究。著有《西方國際政治學：歷史與理論》等專書數冊，期刊專業論文百篇以上，散見於《戰略與管理》雙月刊，世界經濟與政治，國際問題研究(北大國際關係學院)等。王逸舟的主要研究主題包括中國對外戰略，中國外交政策、中國大國外交、國際關係理論、國際體制（international regime）、國際組織、兩岸關係等。
王逸舟擔任學術機構領導職務，較常參與台海兩岸的學術交流，與台灣相關領域研究者甚為熟稔，曾數度在台灣有關學術期刊，研討會發表論文或出席評論，評價甚佳。